# The Monster and the Girl
The Monster and the Girl è un film horror statunitense diretto da Stuart Heisler e prodotto nel 1941 dalla Paramount Pictures.
Remake di Go and Get It (1920), diretto da Marshall Neilan e Henry Roberts Symonds.

## Trama
Una giovane ragazza di provincia, Susan Webster, giunge a New York per sfondare nel mondo del cinema, ma cade nella rete del gangster criminale Bruhl che la costringe alla prostituzione per poter sopravvivere. Quando il fratello della sventurata, Scot Webster, un organista di chiesa, viene a conoscenza delle sorti della sorella parte per la metropoli e aggredisce Bruhl e la sua banda. Dopo aver ucciso uno dei suoi uomini, il giovane viene condannato e giustiziato a morte. Uno scienziato pazzo, il dottor Parry, si impossessa del suo cervello per usarlo in un esperimento che ne prevede il trapianto nel corpo di una poderosa scimmia. L'esperimento riesce e il cervello di Scot, ora in possesso di un corpo agile e forte, se ne servirà per compiere una vendetta spietata e terribile contro i suoi assassini e sfruttatori della sorella, seminando una scia di sangue dietro di sé.

## Produzione
Il film fu prodotto dalla Paramount Pictures.

## Distribuzione
Distribuito dalla Paramount Pictures, uscì nelle sale cinematografiche USA il 28 febbraio 1941.